# Czad-e Bala
Czad-e Bala (perski: چدبالا) – wieś w Iranie, w ostanie Sistan i Beludżystan. W 2006 roku miejscowość liczyła 396 mieszkańców w 80 rodzinach.